# 呂和鍾
吕和钟，字大吕，山西長治縣人，清朝政治人物，進士出身。
顺治十二年（1655年）乙未科進士，授工部主事，歷升工部員外郎、郎中，官至陕甘提学道。